# Troka, el poderoso (obra de Silvestre Revueltas)
Troka, el poderoso es una suite de Silvestre Revueltas para musicalizar los relatos homónimos de Germán List Arzubide para un programa de radio transmitido 1930.

## Historia
En 1930 Silvestre Revueltas compuso la música para una versión radiofónica de Troka, el poderoso, una serie de relatos infantiles de Germán List Arzubide con el personaje Troka como protagonista. Los programas de radio de la serie se transmitían por la estación radiofónica de la Secretaría de Educación Pública, Oficina Cultural Radiofónica en la frecuencia XFX. Dicho personaje era un robot con cabeza de antena, alas de avión, un pie de locomotora y otro de tractor y en el List reflexionaba sobre el maquinismo y la sociedad moderna. La intención de List y Revueltas era realizar una puesta en escena, misma que nunca se realizó.
En 2009 el actor y titiritero Alejandro Benítez realizó una puesta en escena basada en el planteamiento original.

## Discografía
- "Troka, el poderoso. Pantomima musical bailable" en Revueltas el desconocido, Orquesta Filarmónica de la UNAM, dirección de Enrique Diemecke, 1996, Dorian Recordings.[5]
- "Troka", en Troka: Music of Silvestre Revueltas, dirección de Jorge Pérez Gómez, 2000, Orquesta Filarmónica de Moravia, Quindecim Recordings